# Flora de Antioquia: Catálogo de las Plantas Vasculares
Flora de Antioquia: Catálogo de las Plantas Vasculares (abreviado Fl. Antioquia: Cat.) es un libro con ilustraciones y descripciones botánicas que fue escrito conjuntamente por Álvaro Idárraga-Piedrahíta,  Rosa del Carmen Ortiz, Ricardo Callejas Posada y Mary C. Merello. Fue publicado por la Universidad de Antioquia en Medellín en dos volúmenes en el año 2011.
La versión impresa del Catálogo ha sido publicada en setiembre del 2011 y reporta 8,302 especies de plantas, lo cual representa la primera aproximación a la diversidad taxonómica de la flora vascular de la región.